# Родитељство (филм)
Родитељство (енгл. Parenthood) амерички је породични филм из 1989. године. Режију потписује Рон Хауард, по сценарију Лоуела Ганца и Бабалуа Мандела, са ансамблском поделом улога коју предводи Стив Мартин. Номинован је за два Оскара.

## Радња
Гил Бакман, најстарији син Френка Бакмана, био је осетљиво и забринуто дете којм је недостајала очинска љубав, јер је његов отац Френк ценио „мушке” особине и спартанско васпитање. Сад је Гил срећно ожењен женом коју воли и отац је троје деце, а његов најстарији син Кевин има исте проблеме какве је Гил имао као дете: преосетљив је и несигуран, па његови наставници предлажу да га родитељи пребаце у посебну школу за децу с емотивним проблемима.
Хелен Бакман одавно је напустио муж. Сама подиже двоје тинејџера, старију ћерку Џули и сина Гарија. Ни с једним ни с другим не може успоставити однос. Додатна је компликација Џулина веза с Тодом, који ће се доселити у кућу. Сузан је удата за Нејтана који од четворогодишње ћерке покушава направити генија, али по Сузанином мишљењу успео је само да је направи „чудном”.
Најмлађи син Френка Бакмана, Лари, појављује се у родитељској кући после година избивања. На изненађење читаве породице, са собом доводи сина Кола, који је црн. Лари је неодговоран, склон коцкању, мутним пословима и нереалним плановима за које треба очеву новчану помоћ, али га стари Френк више цени од своје остале деце.

## Улоге
| Глумац           | Улога               |
| ---------------- | ------------------- |
| Стив Мартин      | Гил Бакман          |
| Дајана Вист      | Хелен Бакман        |
| Мери Стинберџен  | Карен Бакман        |
| Џејсон Робардс   | Френк Бакман        |
| Рик Моранис      | Нејтан Хафнер       |
| Том Халс         | Лари Бакман         |
| Марта Плимптон   | Џули Бакман Хигинс  |
| Кијану Ривс      | Тод Хигинс          |
| Харли Џејн Козак | Сузан Хафнер        |
| Ајлин Рајан      | Мерилин Бакман      |
| Хоакин Финикс    | Гари Бакман Лампкин |